# La Playosa
La Playosa é um município da província de Córdova, na Argentina.